# Seppo Honkapohja

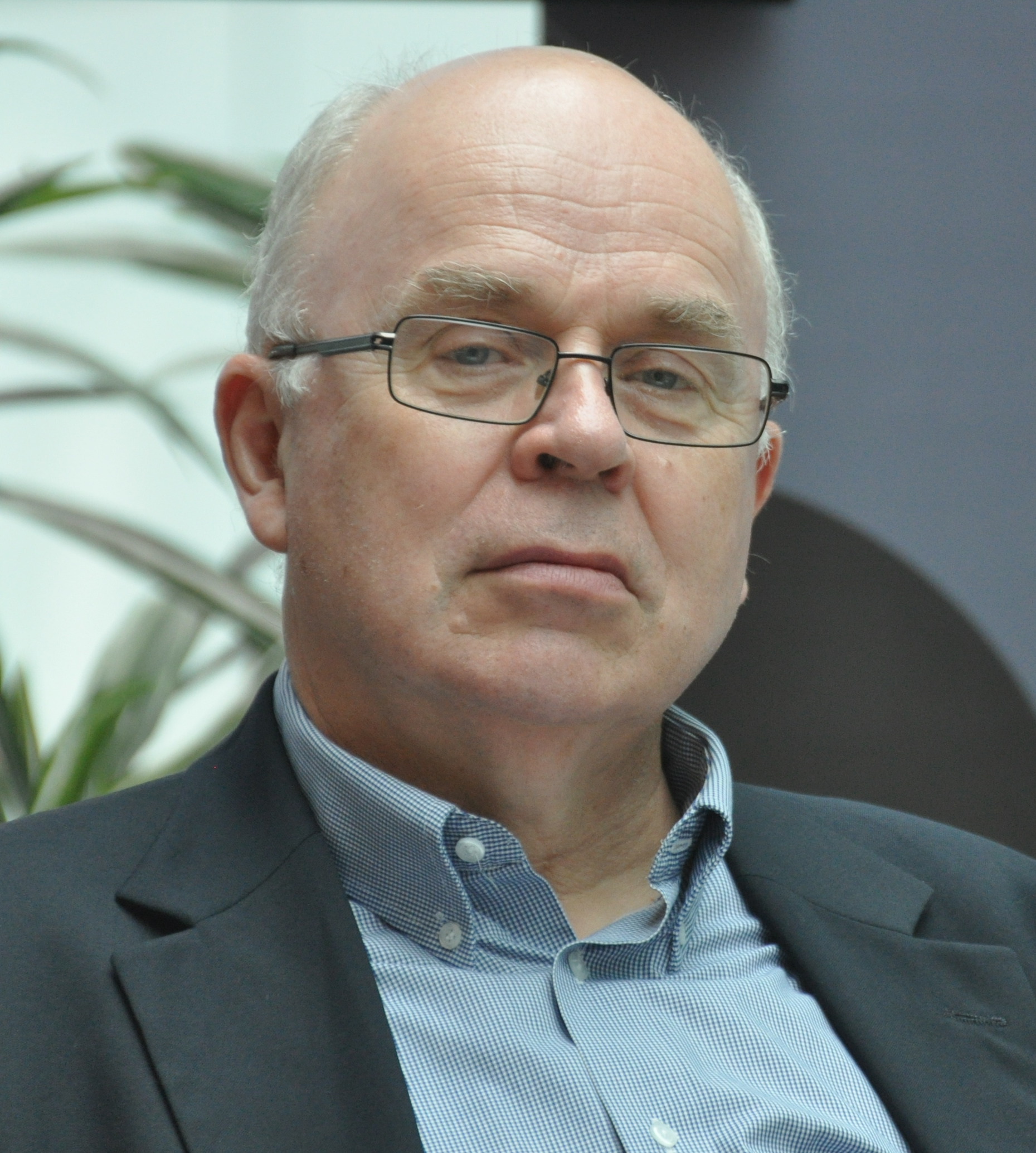
Seppo Honkapohja (2014)

Seppo Honkapohja (* 7. März 1951 in Helsinki) ist ein finnischer Ökonom und Vorstandsmitglied der finnischen Zentralbank Suomen Pankki und ehemaliger Professor für Internationale Makroökonomie an der Universität Cambridge.

## Leben
Nach dem Besuch des United World College of the Atlantic in Wales besuchte Seppo Honkapohja die Universität Helsinki und schloss sein Studium mit einem M.Soc.Sc., dem Lizenziat of Soc.Sc. und einem D.Soc.Sc. ab. 
Von 1975 bis 1987 war Dr. Honkapohja Wissenschaftlicher Direktor der Yrjö Jahnsson Foundation. Bis 1991 war er als Professor für Wirtschaftswissenschaften an der Turku School of Economics and Business Administration. Er wechselte 1992 an die Universität Helsinki, wo er als Professor für Wirtschaftswissenschaften tätig war. Darüber hinaus war er von 2000 bis 2004 Akademieprofessor der Akademie von Finnland. 2004 folgte er einem Ruf an die Universität Cambridge als Professor für International Makroökonomie. 
Seit dem 1. Januar 2008 ist Seppo Honkapohja, D.Soc.Sc., Mitglied des Vorstandes der finnischen Zentralbank. Er ist für Research, Informationstechnologien und den Eigenhandel der finnischen Zentralbank verantwortlich.
Er war von 2001 bis zu seiner Ernennung als Zentralbankvorstand Mitglied der European Economic Advisory Group. Von 2004 bis 2006 war er ihr Vorsitzender.

## Ehrungen
- Mitglied der Academia Europaea (seit 1990)[4]
- Mitglied der Finnischen Akademie der Wissenschaften (seit 1991) und Vorsitzender der sozialwissenschaftlichen Gruppe (1997–2002)[5][2]
- Ritter 1. Klasse des Finnischen Ordens der Weißen Rose (1992)[5]
- Fellow der Econometric Society (seit 1999)[6]
- Fellow der European Economic Association (seit 2004)[7]
- Doctor of Science h. c. in Economics and Business Administration, Turku School of Economics (2010)[8]